# Кампорроблес
Кампорроблес (ісп. Camporrobles) — муніципалітет в Іспанії, у складі автономної спільноти Валенсія, у провінції Валенсія. Населення — 1487 осіб (2010).

## Географія
Муніципалітет розташований на відстані близько 220 км на південний схід від Мадрида, 90 км на захід від Валенсії.

## Демографія
Динаміка населення (INE ):

## Галерея зображень

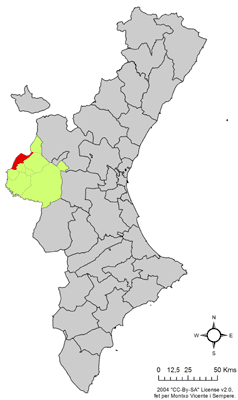
Розташування муніципалітету Кампорроблес у автономній спільноті Валенсія
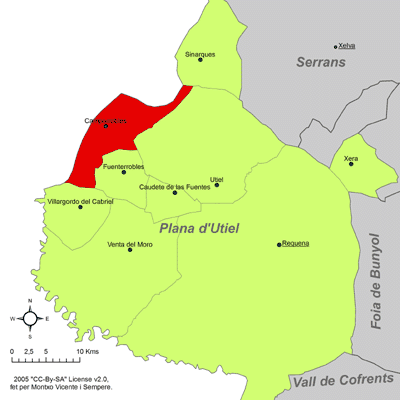
Розташування муніципалітету Кампорроблес у комарці Рекена-Утьєль